# Hore Abbey
Die Hore Abbey (irisch An Mhainistir Liath, Mainistir Chaisil; Rupes Casseliae) in Cashel (Irland) war eine ursprünglich von den Benediktinern gegründete Abtei, gelegen direkt am Hang des Rock of Cashel, dem Sitz der Könige von Munster.
Nach einer Legende träumte der Erzbischof von Cashel, David McCarvill, im Jahr 1272, dass die Benediktiner seinen gewaltsamen Tod planen würden. Daraufhin ließ er den Orden aus der Abtei und von den zugehörigen Ländereien vertreiben. Als Ersatz holte er Zisterziensermönche des bedeutenden Klosters Mellifont Abbey (County Louth), um in Hore eine neue Abtei zu gründen. Der Erzbischof selbst trug von nun an die Tracht dieses Ordens. Die Hore Abbey war die letzte Zisterziensergründung in Irland. Die Auflösung des Klosters erfolgte um 1540.
Die kreuzförmige Klosterkirche stammt aus dem 13. Jahrhundert, der Turm wurde im 15. Jahrhundert hinzugefügt. Die Ruine ist heute frei zugänglich.

## Bilder

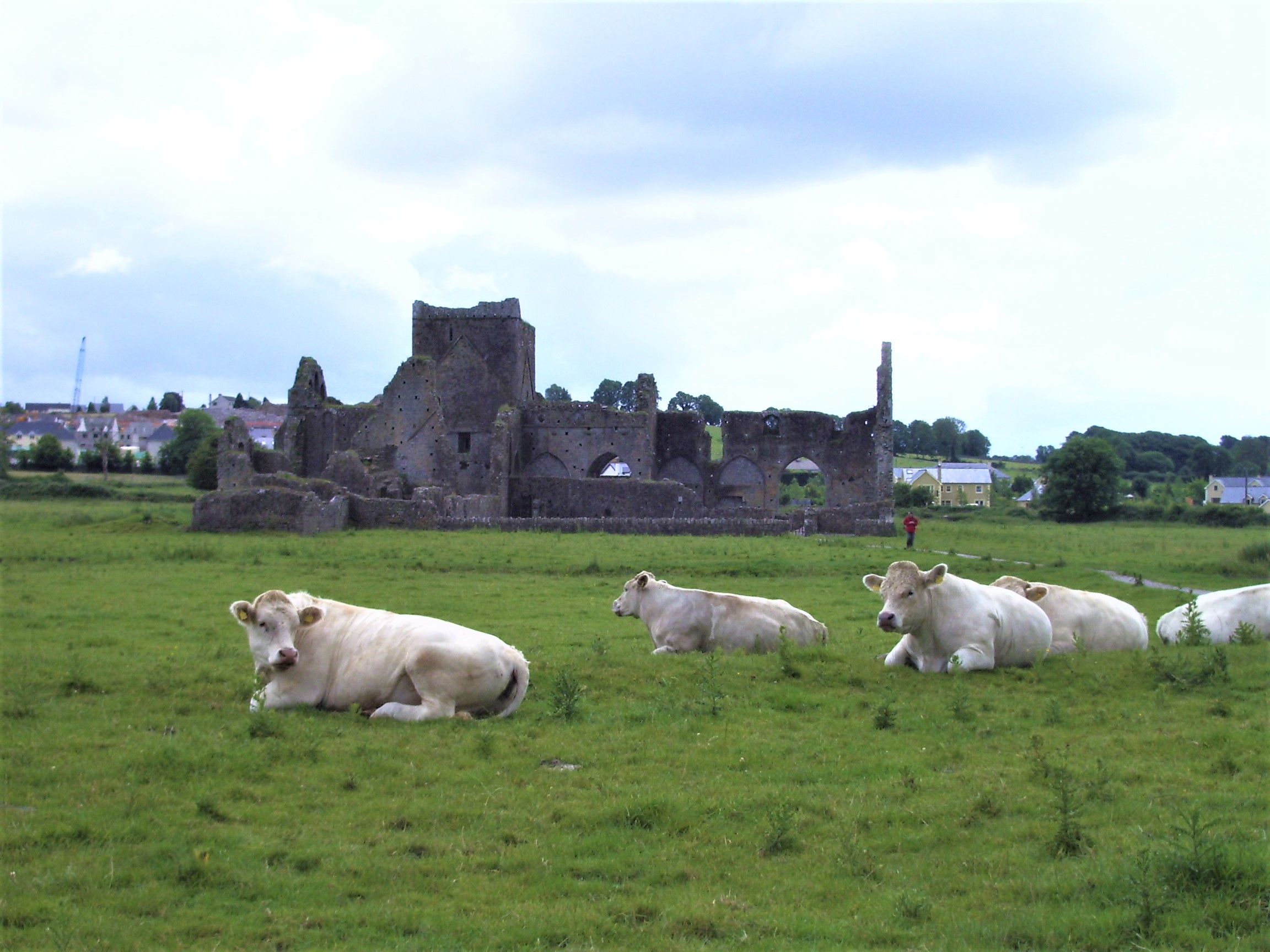
Die Ruine der Abtei
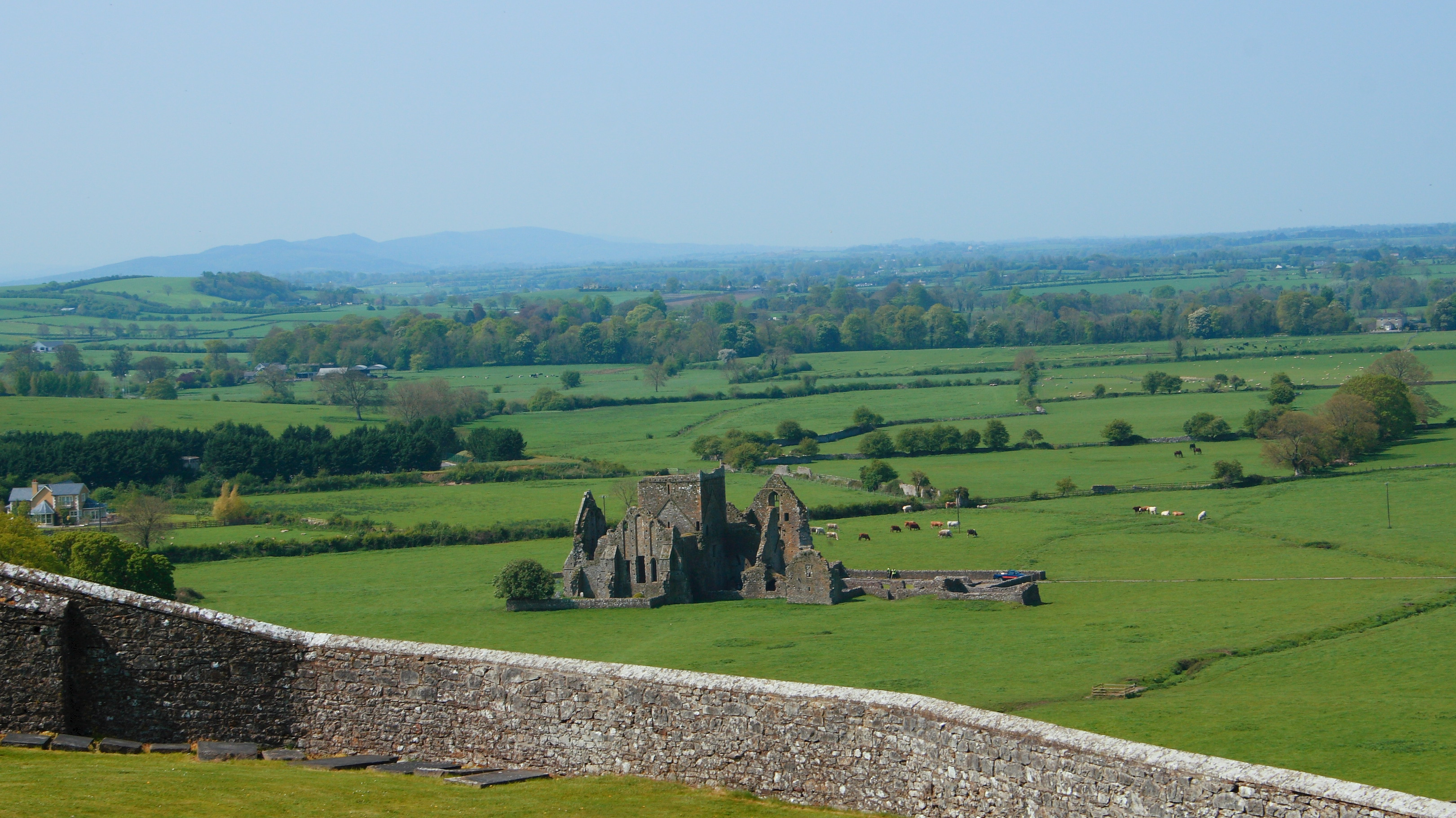
Die Abtei vom Rock of Cashel aus gesehen
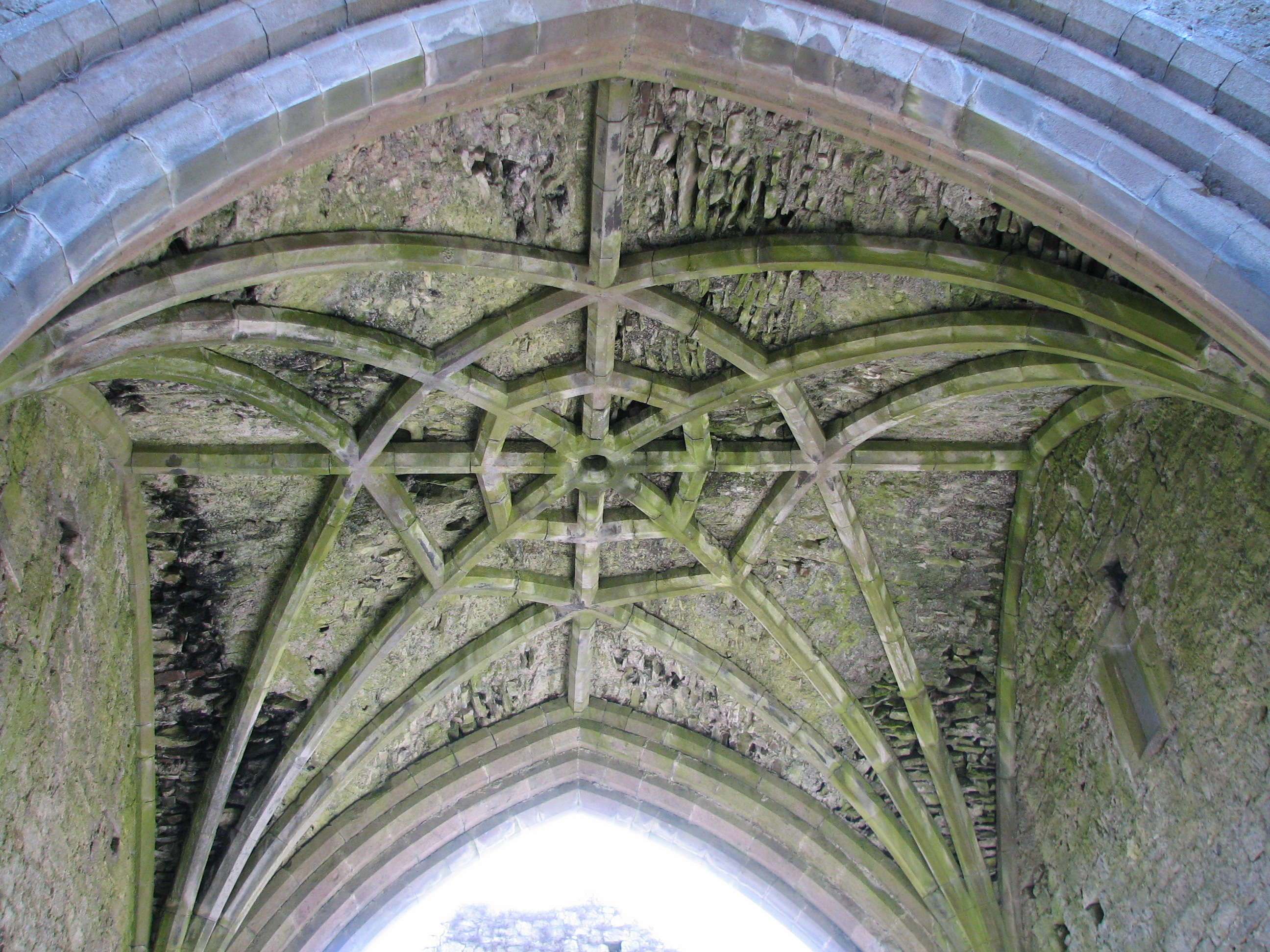
Gewölbe im Inneren der Ruine
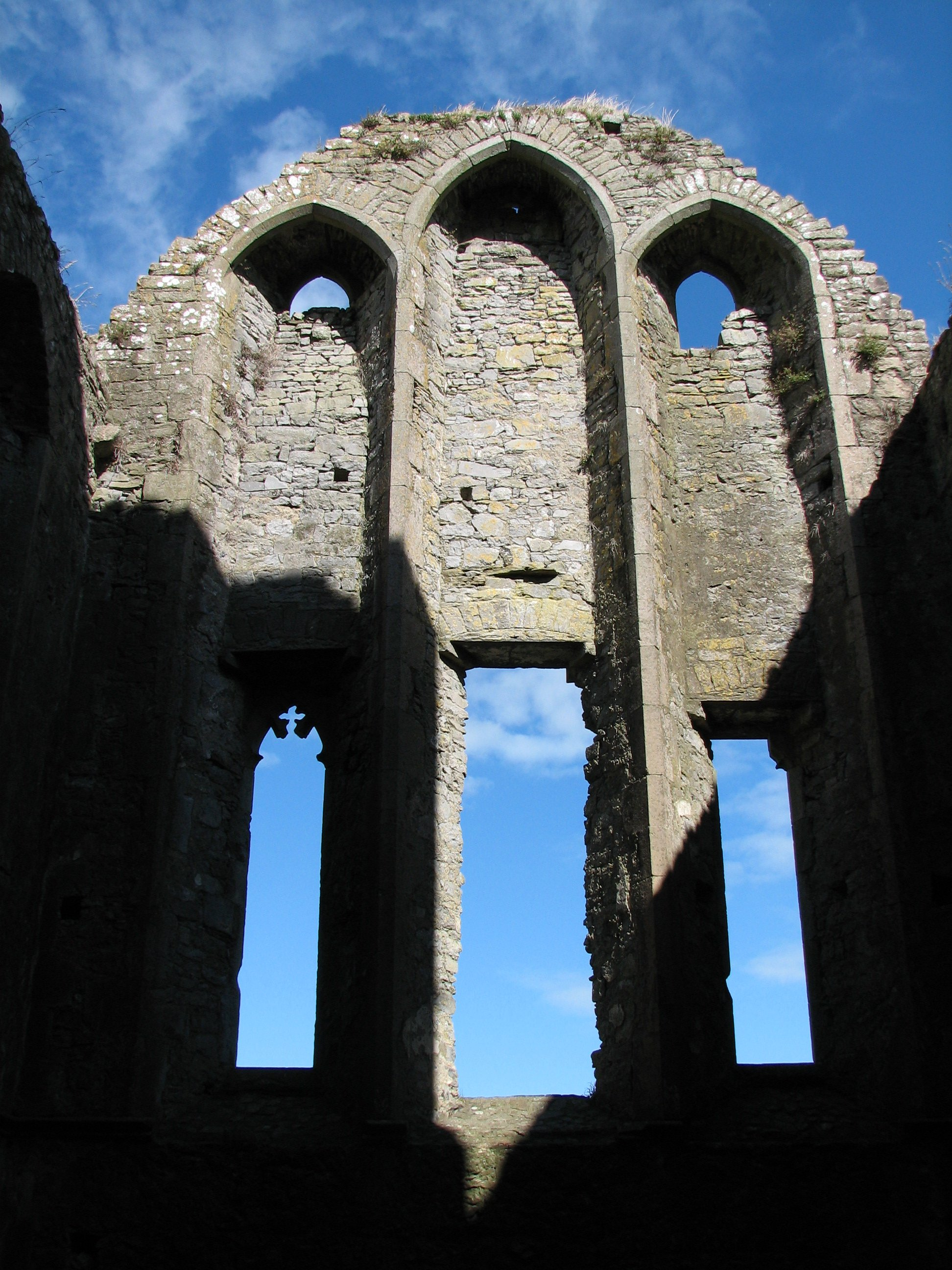
Wand im Inneren der Ruine